# T.R. Knight
T.R. Knight, właśc. Theodore Raymond Knight (ur. 26 marca 1973 w Minneapolis) – amerykański aktor. Odtwórca roli doktora George’a O’Malleya w serialu stacji ABC Chirurdzy (2005–2009, 2020). Zdobywca nagrody Stowarzyszenia Aktorów Filmowych, laureat Nagrody Satelity, nominowany do nagrody Emmy. 

## Życiorys

### Wczesne lata
Urodził się i dorastał w Minneapolis jako syn Shirley Rose (z domu Logelin) i Wayne’a Raymonda Knightów. Jego matka była pochodzenia niemieckiego i francuskiego i była pracownikiem ochrony zdrowia. Miał starszego brata Daniela (ur. 1970) i młodszą siostrę Melissę (ur. 1977). W wieku pięciu lat związał się z miejscowym Guthrie Theater, gdzie w latach 1978–1980 występował się jako Tiny Tim w przedstawieniu Opowieść wigilijna wg Karola Dickensa. Uczęszczał do ośmioletniej szkoły katolickiej Annunciation Catholic School, gdzie otrzymał stypendium Conners Foundation jako student pierwszego roku i odbył praktykę w Children’s Theatre Company. Pracował również z bratem w lokalnym supermarkecie Red Owl. Po ukończeniu szkoły średniej studiował w Academy of Holy Angels w Richfield. Przez krótki czas studiował na Uniwersytecie Świętego Tomasza i Uniwersytecie Minnesoty. Po rezygnacji ze studiów grywał główne role na deskach Guthrie Theater, w tym w komedii Olivera Goldsmitha She Stoops to Conquer (1996), Sen nocy letniej (1997) jako Francis Flute, Wiele hałasu o nic (1998) jako strażnik, Ach pustynio! (Ah, Wilderness!, 1999) Eugene’a O’Neilla jako Richard Miller oraz Amadeusz (2001) Petera Shaffera w roli Wolfganga Amadeusa Mozarta.

### Kariera
Po tym jak przeniósł się do Nowego Jorku, kontynuował swoją karierę sceniczną. Występował w off-broadwayowskich produkcjach takich jak Pokój Marvina (1998), This Lime Tree Bower (1999) jako Joe, Makbet (1999) jako Donalbain/posłaniec, The Hologram Theory (2000) jako Tweety, Boy (2004) jako tytułowy bohater czy Romeo i Julia (2013) jako Merkucjo, krewny księcia, przyjaciel Romea. Rola Brendana Hilliarda w off-broadwayowskiej inscenizacji Scattergood (2003) przyniosła mu nominację do nagrody Drama Desk Award.
W 2001 trafił na scenę Broadwayu w komedii Czego nie widać (Noises Off, 2001) u boku Patti LuPone jako inspicjent Tim Allgood. Ponownie można go było oglądać na broadwayowskich teatrach w komedii Moliera Świętoszek (Tartuffe, 2003) w roli Damisa, sztuce Davida Mameta Życie w teatrze (A Life in the Theatre, 2010) u boku Patricka Stewarta jako John oraz spektaklu To tylko sztuka (It’s Only a Play, 2014-2015) jako Frank Finger.
W 2003 pojawił się na małym ekranie w serialu Nathana Lana/Laurie Metcalf stacji CBS Charlie Lawrence. W latach 2005–2009 został obsadzony w roli stażysty George’a O’Malleya w serialu ABC Chirurdzy. Za swoją rolę otrzymał nominacje do nagrody Emmy (2007) w kategorii najlepsza drugoplanowa rola męska w serialu dramatycznym. Brał także udział w reklamach Best Buy i McDonald’s.

## Życie osobiste
Od piętnastego roku życia jest wegetarianinem i członkiem PETA. Działa na rzecz mniejszości seksualnych w szeregach organizacji GLAAD.
19 października 2006 publicznie ujawnił, że jest gejem, gdy Isaiah Washington, jego kolega z planu Chirurgów, wygłosił pod jego adresem homofobiczny komentarz. Kilka miesięcy później, w styczniu 2007 roku, powtórzył swoje słowa na konferencji prasowej po ceremonii rozdania Złotych Globów. Washington następnie wycofał swoje słowa, jednak został zwolniony z pracy pod koniec trzeciego sezonu serialu. W 2008 Knight poprosił producentów o zwolnienie go z kontraktu. Jego bohater, George O’Malley, przestał się pojawiać po szóstym sezonie. Swojego coming outu dokonał, wydając następujące oświadczenie w magazynie „People”: Przypuszczam, że było kilka pytań dotyczących mojej seksualności i chciałbym uciszyć niepotrzebne plotki, które się pojawiają. Chciałbym zachować swoje życie osobiste dla siebie, ale mam nadzieję, że fakt, że jestem gejem, nie jest najbardziej interesującą częścią mojej osoby.
W latach 2005–2006 spotykał się z aktorem Lukiem Macfarlanem. Od 2007 roku do października 2009 związany był z dziewiętnastoletnim studentem Markiem Cornelsonem. 5 października 2013 roku w Hudson, po trzech latach związku, poślubił Patricka Leahy.

## Nagrody i nominacje
| Rok  | Nagroda                               | Kategoria                                           | Tytuł                      | Rezultat  |
| ---- | ------------------------------------- | --------------------------------------------------- | -------------------------- | --------- |
| 2003 | Drama Desk Award                      | Najbardziej ciekawy aktor w sztuce                  | Scattergood (2003)         | Nominacja |
| 2005 | Screen Actors Guild                   | Znakomity zespół aktorski                           | Chirurdzy (Grey’s Anatomy) | Nominacja |
| 2006 | Nagroda Satelita                      | Znakomity zespół aktorski                           | Chirurdzy (Grey’s Anatomy) | Wygrana   |
| 2006 | Screen Actors Guild                   | Znakomity zespół aktorski                           | Chirurdzy (Grey’s Anatomy) | Wygrana   |
| 2007 | Złota Nimfa (Monte-Carlo TV Festival) | Najlepszy aktor drugoplanowy w serialu dramatycznym | Chirurdzy (Grey’s Anatomy) | Nominacja |
| 2007 | Emmy                                  | Najlepszy aktor drugoplanowy w serialu dramatycznym | Chirurdzy (Grey’s Anatomy) | Nominacja |
| 2007 | Nagroda Satelita                      | Najlepszy aktor drugoplanowy w serialu dramatycznym | Chirurdzy (Grey’s Anatomy) | Nominacja |
| 2007 | Screen Actors Guild                   | Znakomity zespół aktorski                           | Chirurdzy (Grey’s Anatomy) | Nominacja |

## Filmografia

### Filmy fabularne
- 2002: Garmento jako Daniel
- 2006: The Last Request jako Jeffery
- 2013: 42 – Prawdziwa historia amerykańskiej legendy jako Harold Parrott
- 2015: A Year and Change jako Kenny
- 2016: Hello Again jako Carl, mąż

### Seriale TV
- 2003: Charlie Lawrence (TV) jako Ryan Lemming
- 2003: Frasier – odc.: „Maris Returns” jako Alex
- 2004: Prawo i porządek: Zbrodniczy zamiar (Law & Order: Criminal Intent) – odc.: „F.P.S.” jako Neil Colby
- 2004: CSI: Kryminalne zagadki Las Vegas – odc.: „XX” jako Zero Adams
- 2005-2009: Chirurdzy (Grey’s Anatomy) jako dr George O’Malley
- 2006: Ulica Sezamkowa (Sesame Street) jako detektyw „I”
- 2011: Prawo i porządek: sekcja specjalna (Law & Order: Special Victims Unit) jako Gabriel Thomas / Brian Smith
- 2012–2013: Żona idealna (The Good Wife) jako Jordan Karahalios
- 2016: 22.11.63 jako Johnny Clayton
- 2017: Blef (The Catch) jako Tommy Vaughan
- 2019: God Friended Me jako Gideon
- 2020: Will & Grace jako Dexter Murphy